# 全國靈感商法對策律師聯絡會
全國靈感商法對策律師聯絡會（羅馬化：zenkoku reikan-shōhō taisaku bengoshi renraku-kai），簡稱全國辯聯（羅馬化：zenkoku benren）是一個成立於1987年5月的非牟利反邪教組織，在日本約有300名律師成員。組織成立目的是為諸如統一教等新興宗教的受害人提供法律支援，並提倡杜絕無良迷信營銷。
統一教長久以來被指責以操縱心理和威嚇等手段要求受害人捐獻巨款或購買物非所值的商品，有時候甚至是超出受害人財務能承受的程度，並導致一些家庭破碎。根據聯絡會整理的統一教受害者記錄顯示，自1986年至2021年間由於統一教在日本進行迷信營銷所造成的經濟損害已經超過1,237億日元。

## 公開發言
2013年12月24日，聯絡會與統一教受害人代表公開反對歌手櫻田淳子自1992年息影以來復出藝能界，櫻田是統一教的會員並被指責一直為統一教傳銷商品，聯絡會擔心櫻田的復出會擴大統一教的影響力及進一步增加迷信營銷受害者數量。
2021年9月17日，聯絡會發表公開信勸喻前日本首相安倍晉三不要對統一教和其傀儡機構「天宙平和連合」（UPF）發表任何賀電或聲援，擔心其信息會正當化統一教在日本國內的反社會活動。信件是在安倍為UPF「智庫2022和平前進大會」（Think Tank 2022 Rally of Hope）發表的聲援片段後公開的，該段影片被指为是山上彻也於2022年7月8日刺殺安倍的動機。
統一教於2022年7月11日就行刺安倍的疑犯對統一教的指控召開記者會，統一教指自2009年關於不良推銷的刑事檢控被東京地方裁判所判敗訴後，統一教已經加強配合法律並已經沒有任何捐獻相關的問題，但聯絡會於翌日也召開記者會，駁斥統一教說謊，2009年後聯絡會依然接到報告指統一教勸誘教徒捐獻全部財產，單是2021年就接獲多宗關於統一教的法律支援查詢，涉及金額超過3億日圓。
2022年10月11日，聯絡會向法務大臣、文部科學大臣及檢察總長提呈解散統一教的申請，理據是統一教不停非法要求信徒捐款，並因此接二連三牽涉於民事訴訟。聯絡會指解散統一教後統一教和其信徒可以繼續享有日本憲法賦予的信仰自由進行宗教活動，解散令只會讓統一教喪失註冊宗教團體所享有如稅務上的優惠。官房長官松野博一於翌日回應聯絡會的提呈指，解散令是極之沈重的對應手段，從保障信仰自由的觀點出發，必須按照過去判例慎重考慮，並指文部科學省會嚴肅對應就事件引起討論的社會問題。

## 外部鏈接
- 日文網站
- 英文網站